# Lamanonia
Lamanonia ist eine Pflanzengattung in der Familie der Cunoniaceae. Die etwa sechs Arten sind in Südamerika verbreitet.

## Beschreibung

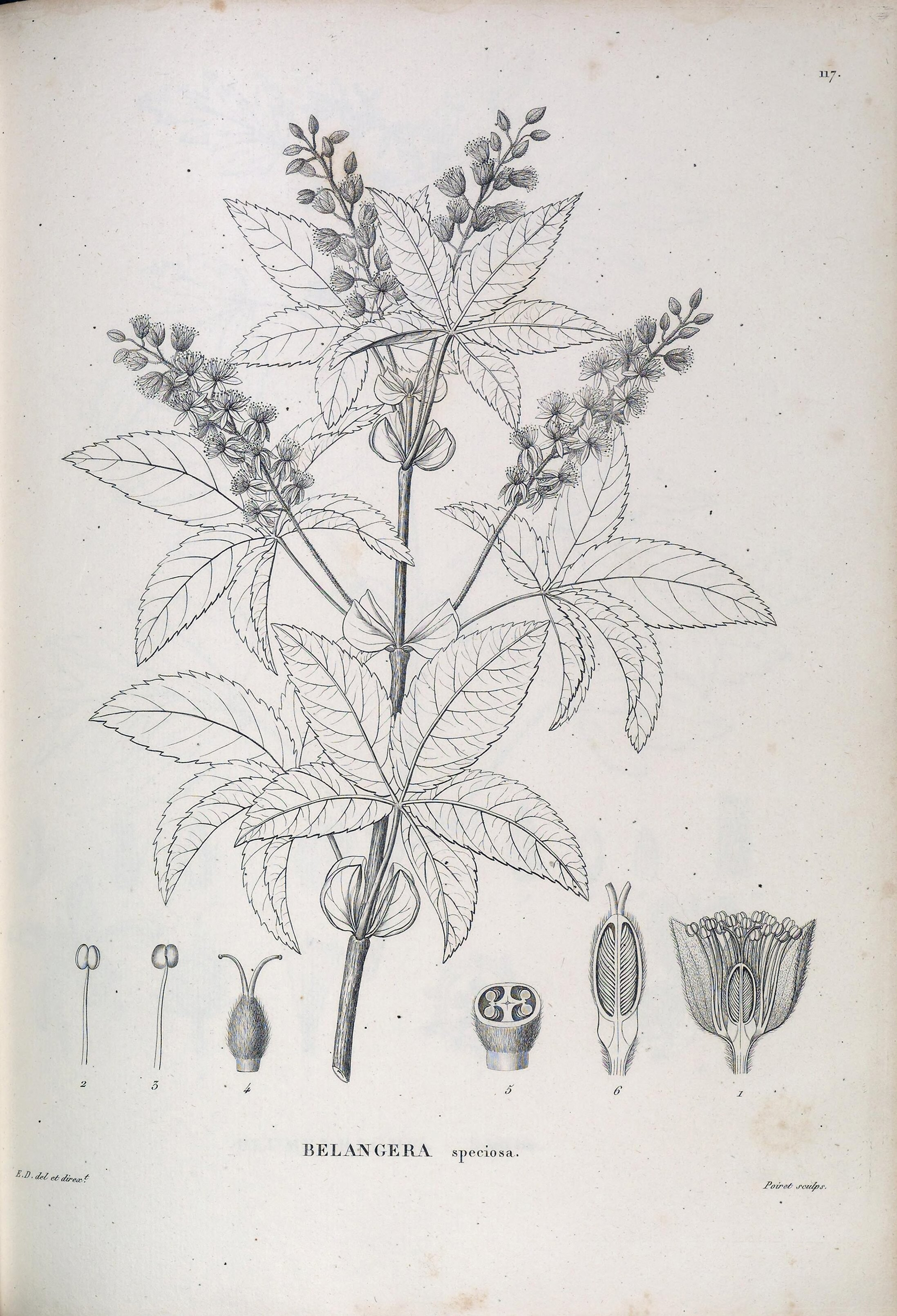
Illustration von Lamanonia speciosa

### Vegetative Merkmale
Lamanonia-Arten sind kleine Bäume. Die Laubblätter sind in Blattstiel und Blattspreite gegliedert. Die handförmig zusammengesetzten und drei- bis fünfteilig gefiederten Blattspreiten besitzen gelegentlich entlang der Mittelrippe ein schwach ausgeprägtes Domatium. Die zwei Nebenblätter stehen seitlich.

### Generative Merkmale
Die Blüten stehen in seitenständigen, traubigen Blütenständen zusammen. Die Blüten öffnen sich gleichzeitig.
Das Perianth besteht aus nur einem fünf- bis siebenblättrigen Blattkreis. Das Androeceum ist polystemon und besteht aus zwanzig bis sechzig Staubblättern. Der Diskus ist ringförmig und am Fruchtknoten angewachsen.
Die Kapselfrüchte enthalten zahlreiche geflügelte Samen.

## Systematik und Verbreitung
Die Gattung Lamanonia wurde 1829 durch José Mariano da Conceição Vellozo in Florae Fluminensis …, Seite 228 aufgestellt. Typusart ist Lamanonia ternata Vell. Der Gattungsname ehrt den französischen Botaniker, Physiker und Meteorologen Jean Honoré Robert de Paul de Lamanon, genannt Robert de Lamanon (1752–1787). Eine Revision der  Gattung Lamanonia erfolgte in C. S. Zickel, H. de F. Leitao Filho: Revisao taxonomica de Lamanonia Vell. (Cunoniaceae). In: Revista Brasileira da Botánica, Band 16, 1993, S. 73–91. Synonyme für Lamanonia Vell. sind: Belangera Cambess., Polystemon D.Don
Die Lamanonia-Arten kommen in Südamerika in Brasilien, Argentinien und Paraguay vor.
Die Gattung Lamanonia enthält etwa sechs Arten:
- Lamanonia brasiliensis Zickel & Leitão: Sie kommt in Brasilien nur im Distrito Federal do Brasil vor.[1]
- Lamanonia chabertii (Pamp.) L.B.Sm. (Syn.: Belangera chabertii Pamp.): Sie kommt nur im brasilianischen Bundesstaat São Paulo vor.[1]
- Lamanonia cuneata (Cambess.) Kuntze (Syn.: Belangera cuneata Cambess., Belangera tomentosa var. calvata Chodat & Hassl., Belangera paraguaiensis Pamp.): Sie kommt von Paraguay bis zu den brasilianischen Bundesstaaten Minas Gerais, Paraná sowie Santa Catarina vor.[1]
- Lamanonia speciosa (Cambess.) L.B.Sm. (Syn.: Belangera grandistipularis Taub., Belangera speciosa Cambess., Lamanonia grandistipularis (Taub.) Taub.): Sie kommt im südöstlichen Brasilien vor.[1]
- Lamanonia ternata Vell. (Syn.: Belangera denticulata Moric., Belangera glabra Cambess., Belangera glabra var. intermedia Pamp., Belangera intermedia Mart., Belangera lamanonia Steud., Belangera riedeliana Casar. ex Eichler, Belangera speciosa var. pubescens Pamp., Belangera tomentosa Cambess., Lamanonia denticulata (Moric.) Kuntze, Lamanonia glabra (Cambess.) Kuntze, Lamanonia tomentosa (Kuntze) Kuntze, Polystemon pentaphyllus D.Don, Polystemon triphyllus D.Don): Sie kommt von Paraguay über Brasilien bis ins nordöstliche Argentinien vor.[1]
- Lamanonia ulei (Engl.) L.B.Sm. (Syn.: Belangera ulei Engl.): Sie kommt in den brasilianischen Bundesstaaten Minas Gerais, Rio de Janeiro sowie südöstliches São Paulo vor.[1]

## Nachweise
Die Informationen dieses Artikels entstammen zum größten Teil den unter Nachweise angegebenen Quellen: